# Teitatindur
Teitatindur är en bergstopp i republiken Island. Den ligger i regionen Austurland, 400 km öster om huvudstaden Reykjavík. Toppen på Teitatindur är 1 013 meter över havet, eller 220 meter över den omgivande terrängen. Bredden vid basen är 1,7 km.
Runt Teitatindur är det mycket glesbefolkat, med 3 invånare per kvadratkilometer. Närmaste större samhälle är Neskaupstaður, nära Teitatindur. Trakten runt Teitatindur består i huvudsak av gräsmarker.